# Chip (układ scalony)
Chip (z ang., wym. czip; choć w języku angielskim ten obiekt zazwyczaj nazywa się die) – pojedyncza struktura półprzewodnikowego układu scalonego. Zazwyczaj układy scalone są produkowane w dużych partiach na pojedynczym waflu krzemowym lub innego półprzewodnika (np. GaAs) za pomocą procesów takich jak fotolitografia. Wafel kroi się na wiele kawałków, z których każdy chip zawiera jedną kopię obwodu.

## Galeria

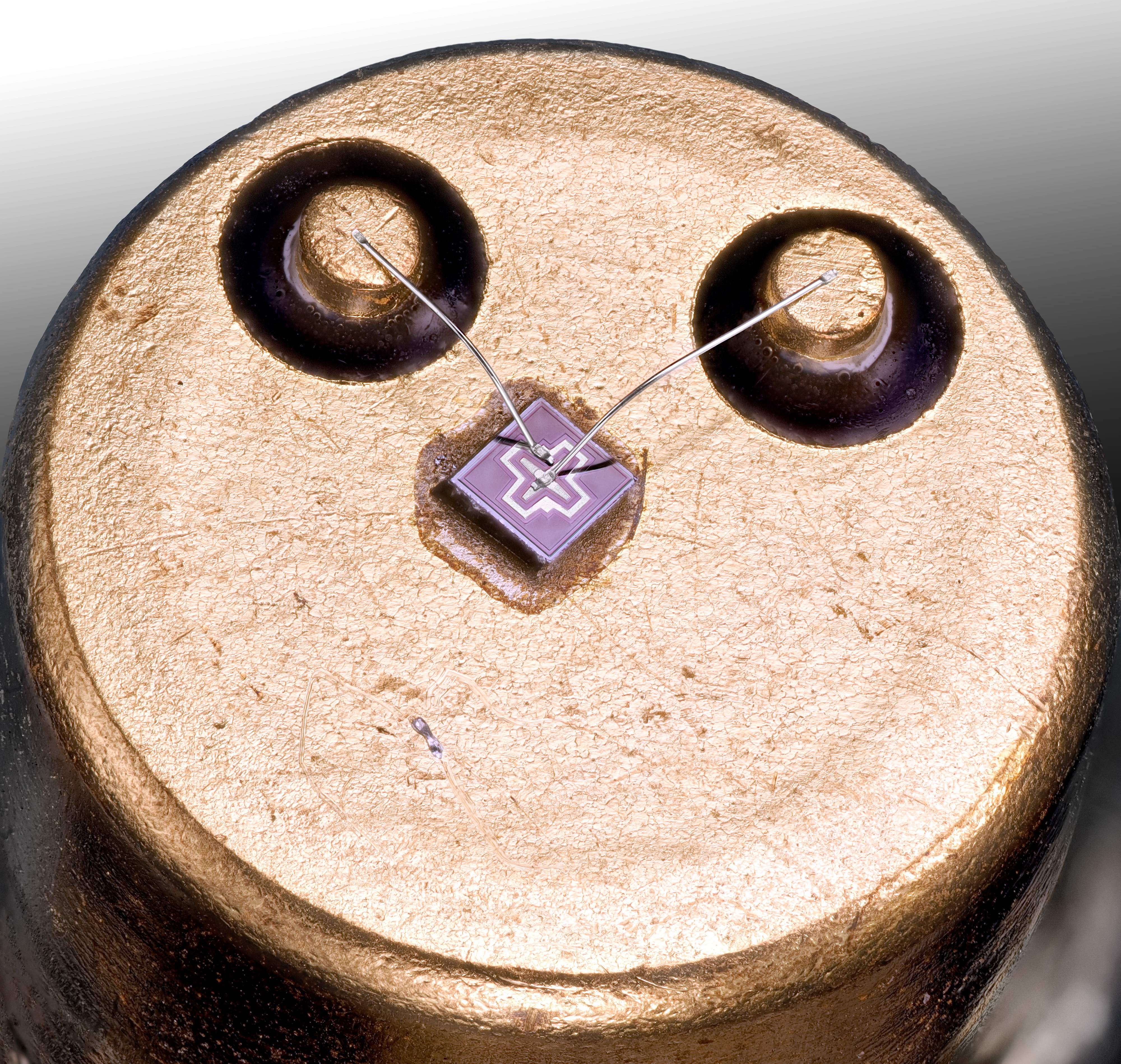
Pojedynczy chip tranzystora bipolarnego NPN
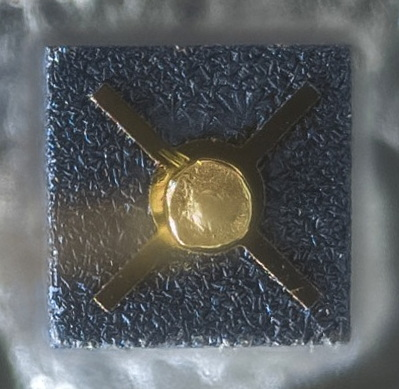
Chip odbiornika podczerwieni
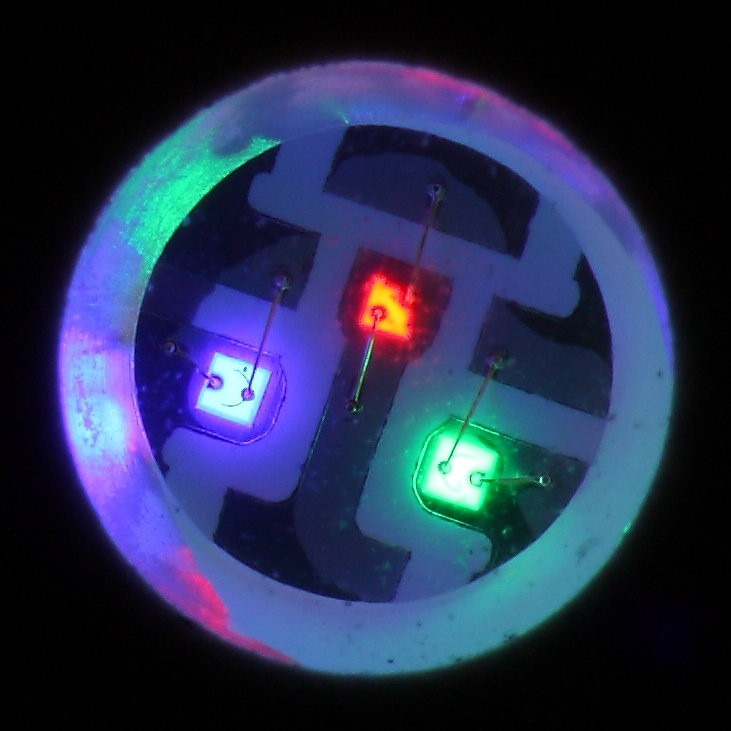
Zbliżenie diody elektroluminescencyjnej RGB, pokazujące trzy osobne chipy
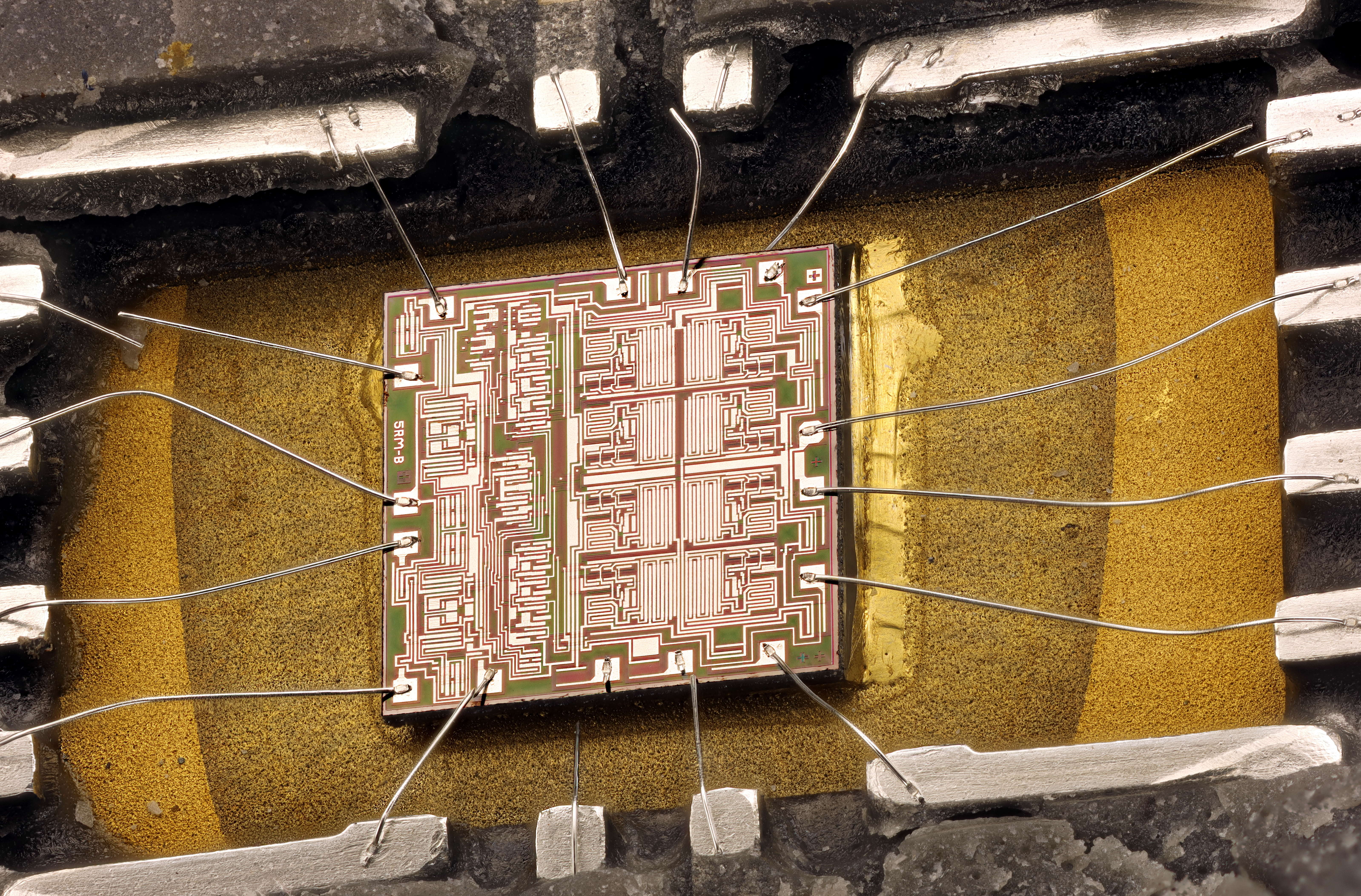
Chip układu scalonego małej skali z dołączonymi przewodami łączącymi
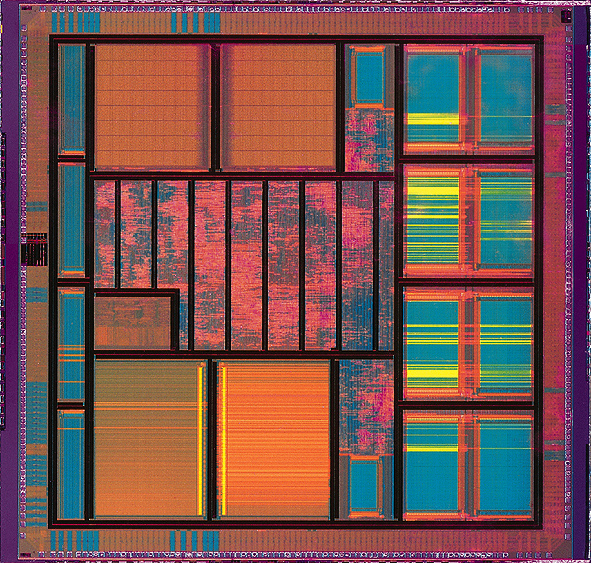
Chip układu scalonego VLSI
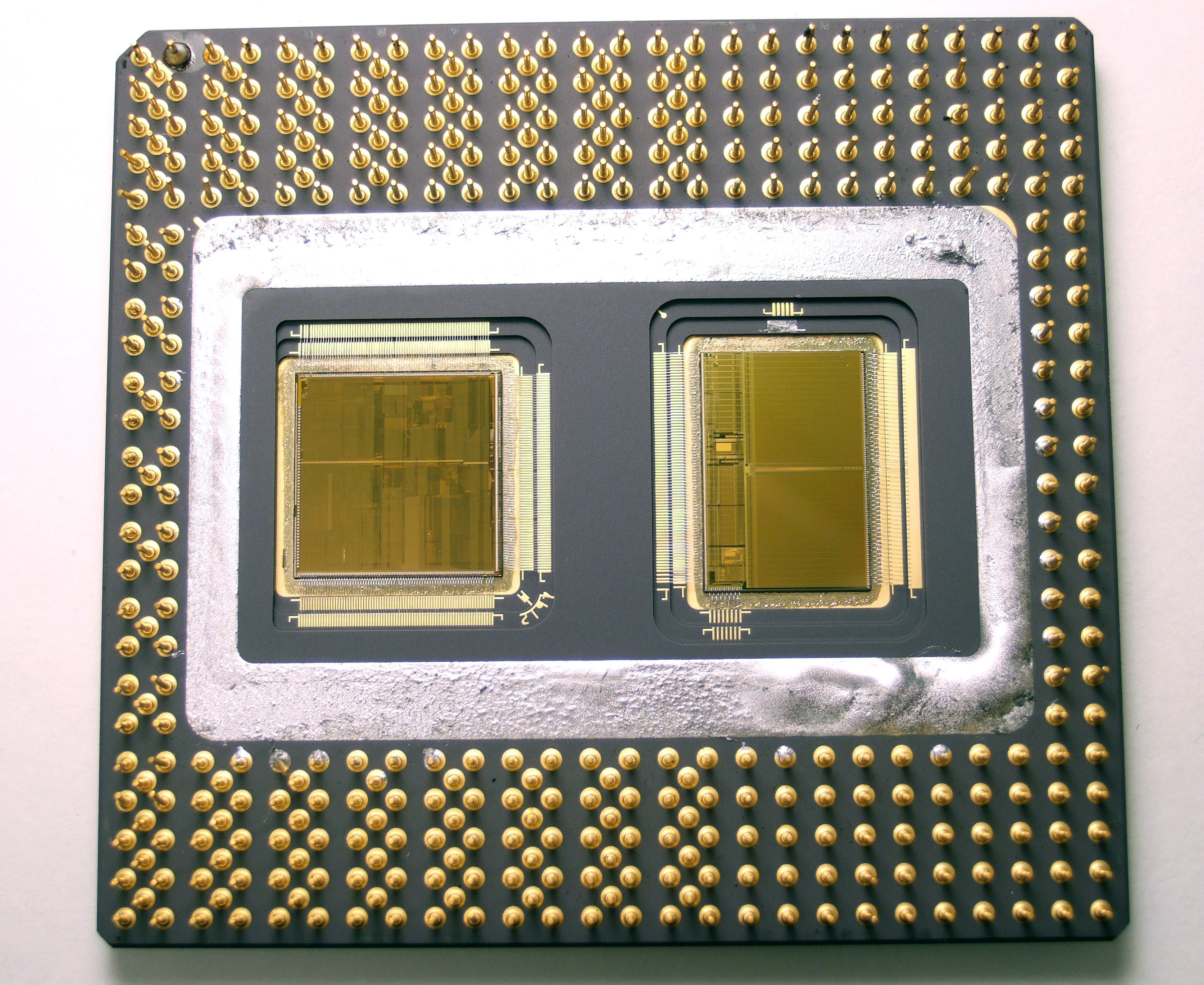
Dwa chipy na jednym nośniku chipów
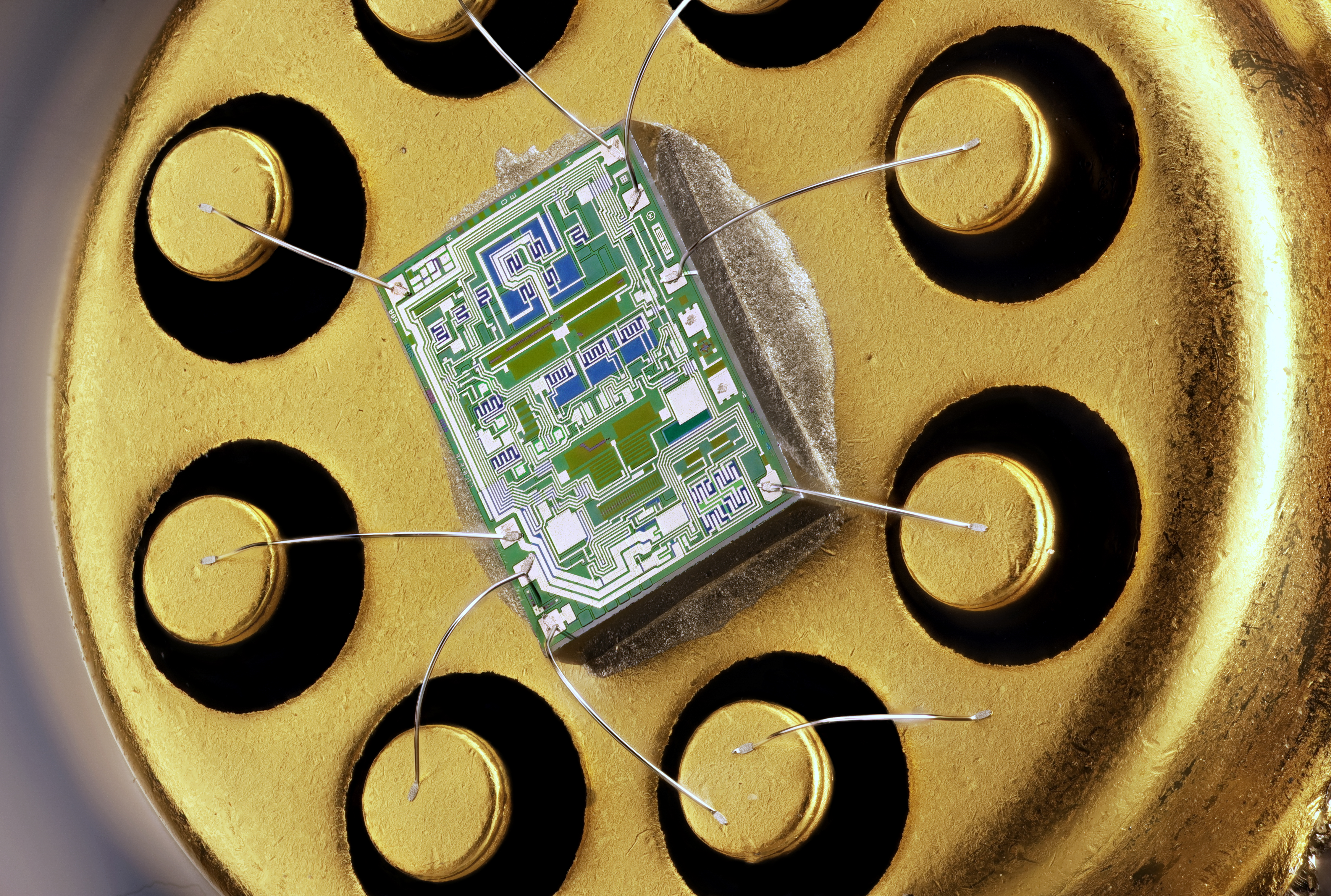
Monolityczny wzmacniacz operacyjny
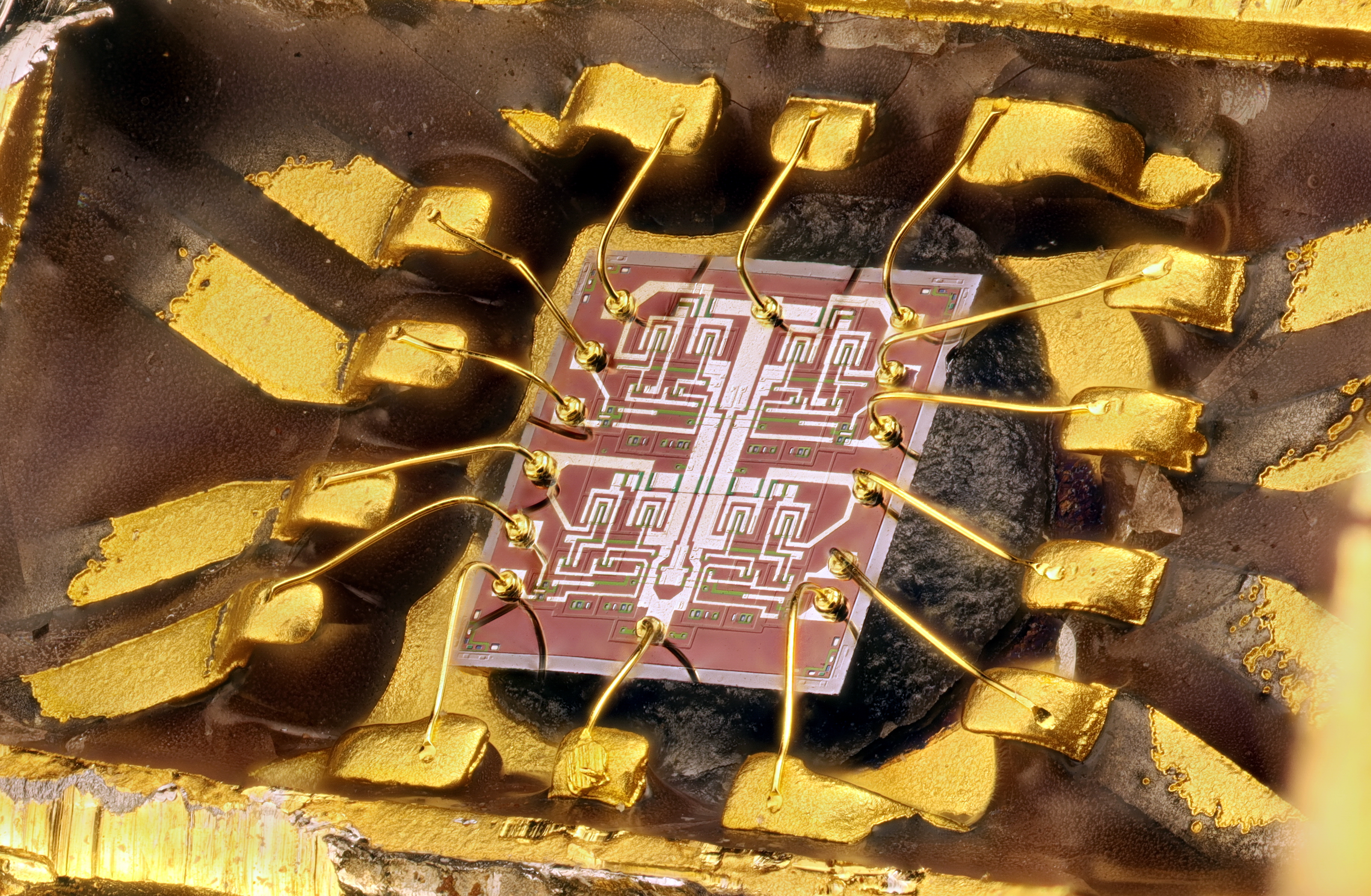
Bramka SN7400 Quad NAND, 1965
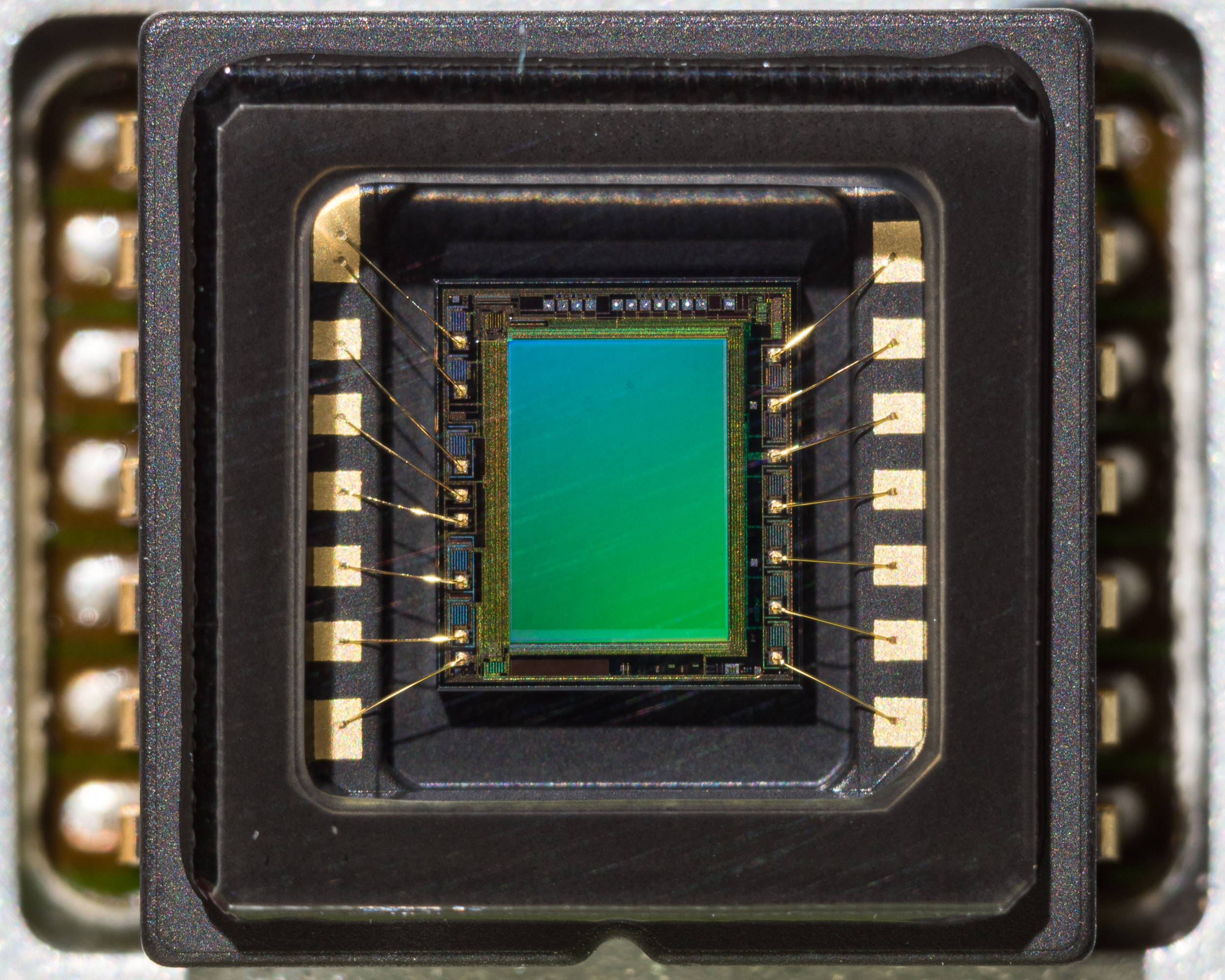
Stara matryca CCD kamery bezpieczeństwa
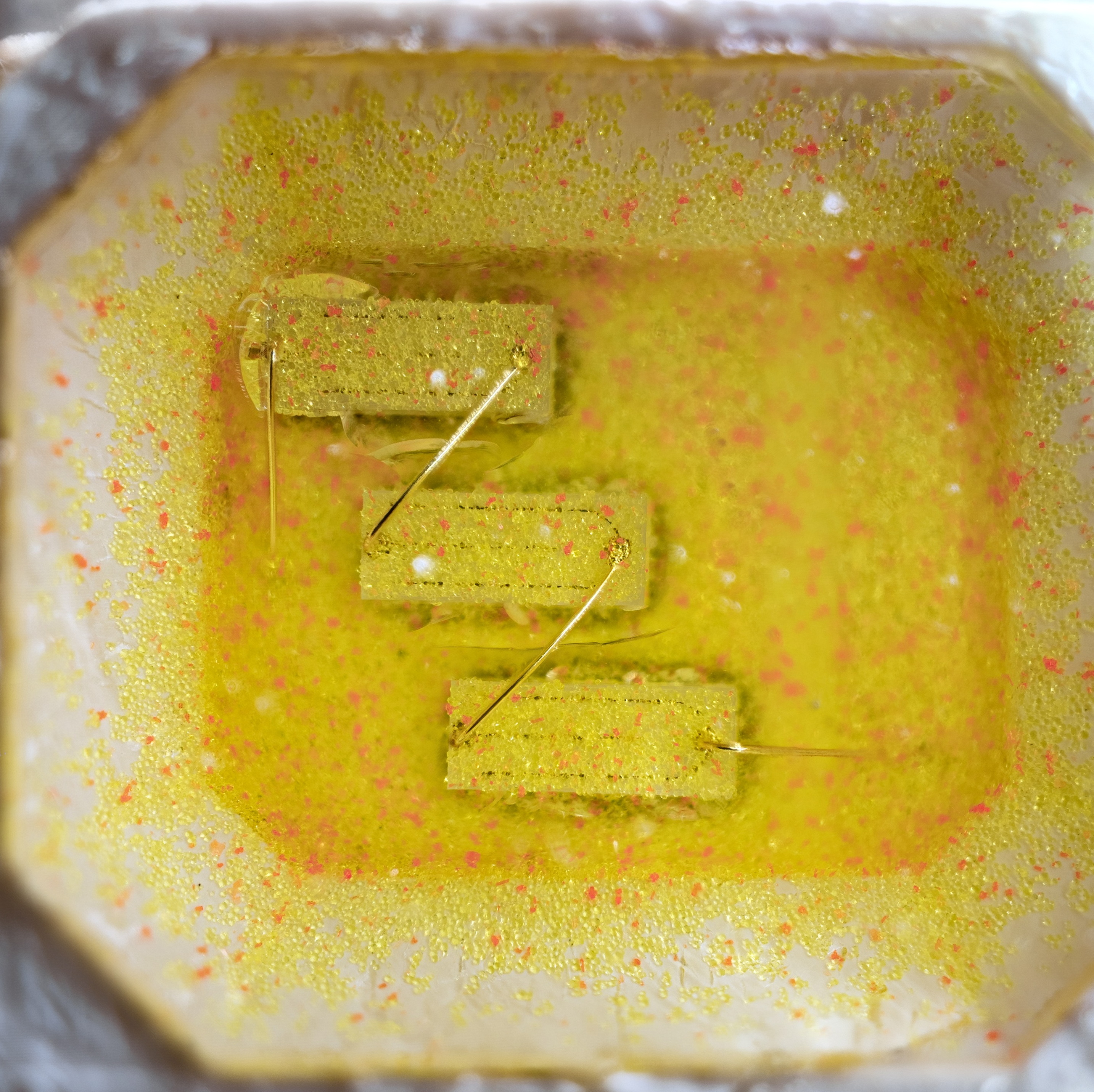
Dioda LED SMD 1W/9V